# Forsaking All Others
Forsaking All Others er en amerikansk stumfilm fra 1922 af Emile Chautard.

## Medvirkende
- Colleen Moore som Penelope Mason
- Cullen Landis som Oliver Newell
- Irene Wallace som Mrs. Newell
- Sam De Grasse som Dr. Mason
- June Elvidge som Enid Morton
- David Torrence som Mr. Morton
- Melbourne MacDowell som Cyrus K. Wharton